# GeForce 4
GeForce 4 – czwarta generacja kart graficznych z procesorem graficznym firmy NVIDIA. Mimo oznaczenia "4" nie wszystkie modele były zgodne z bibliotekami DirectX 8.1 i OpenGL 1.4. Modele MX nie posiadały shaderów i były zgodne jedynie z DirectX 7. Seria została wprowadzona na rynek w lutym 2002.

## Modele kart GeForce 4

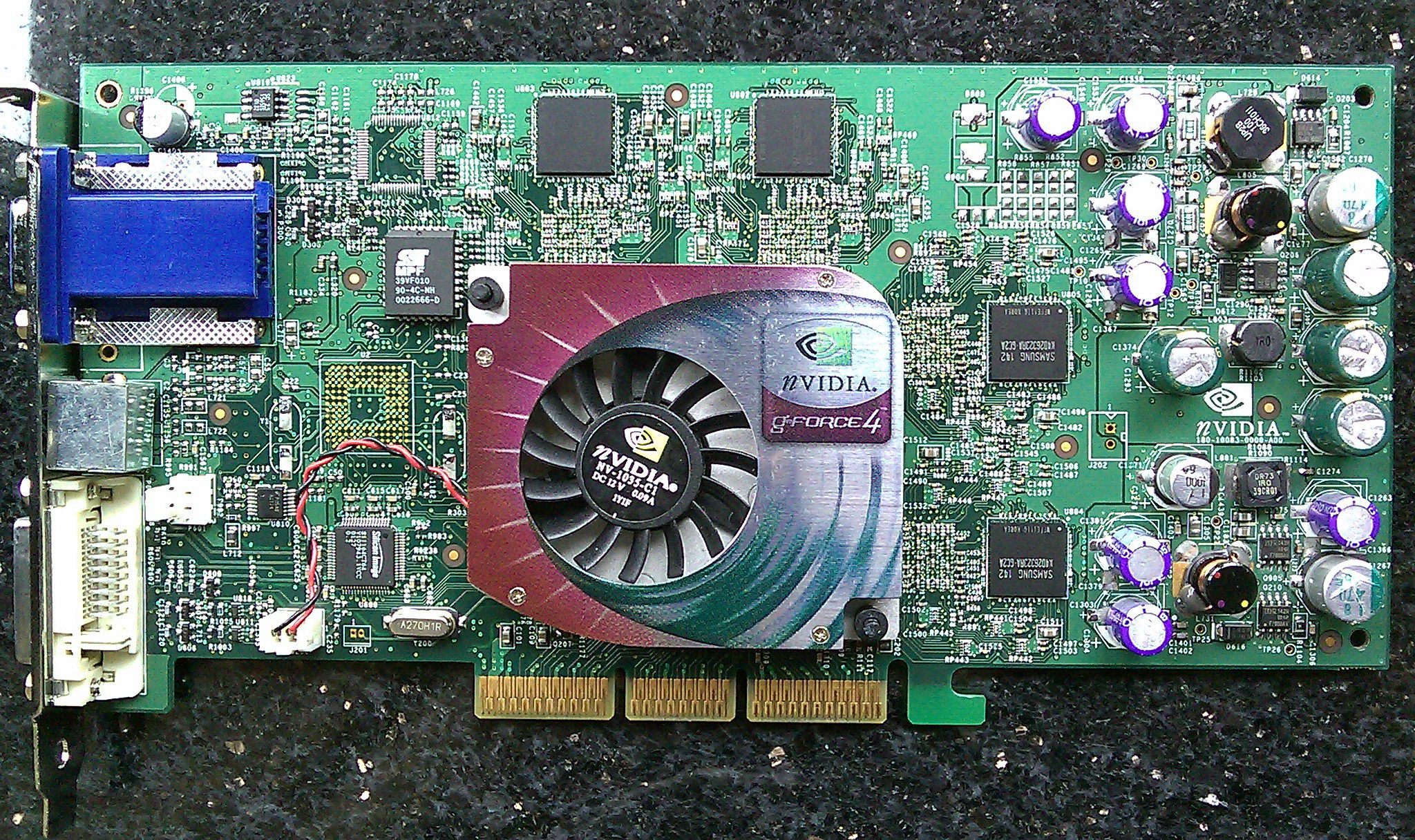
GeForce4 Ti 4600

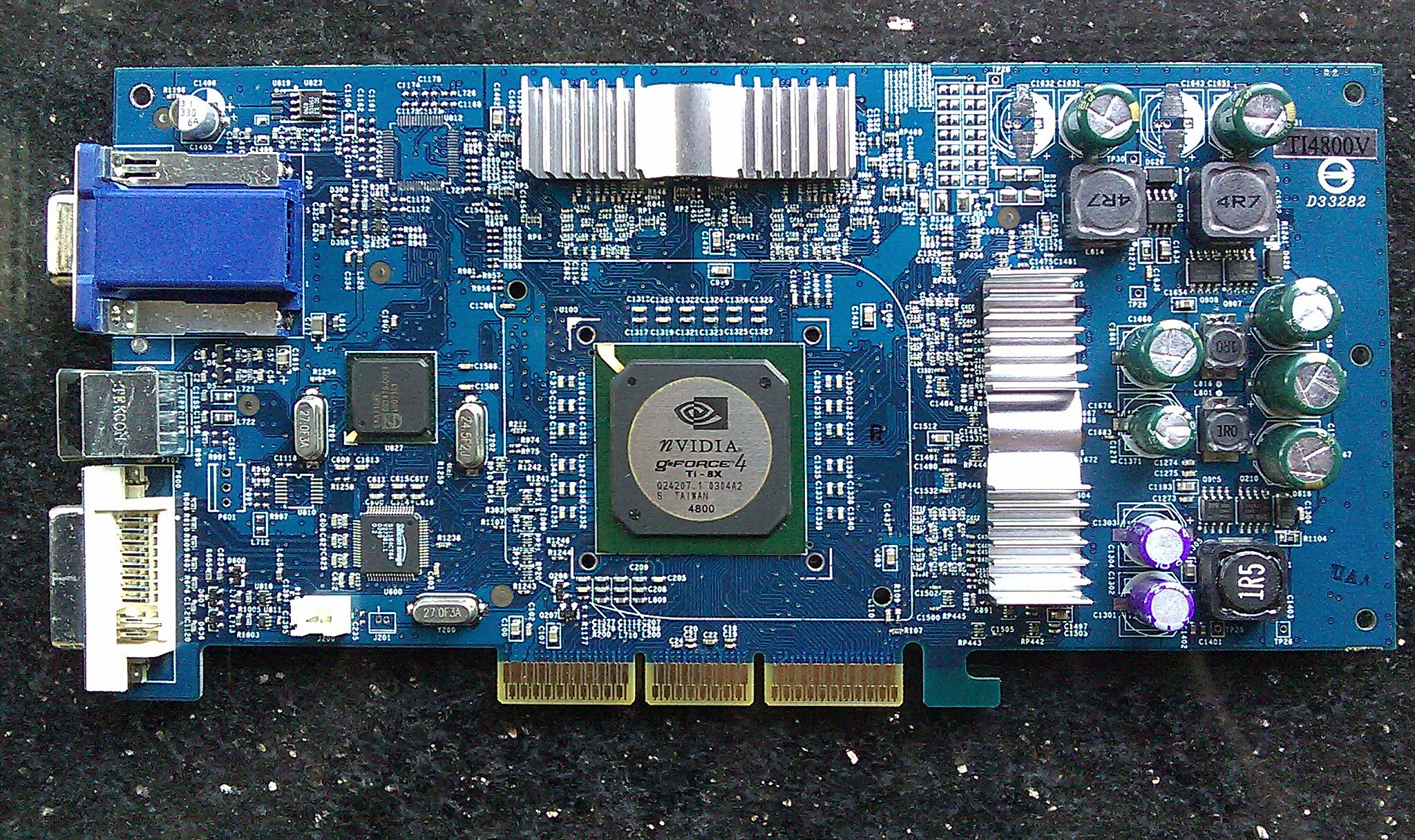
GeForce4 Ti 4800

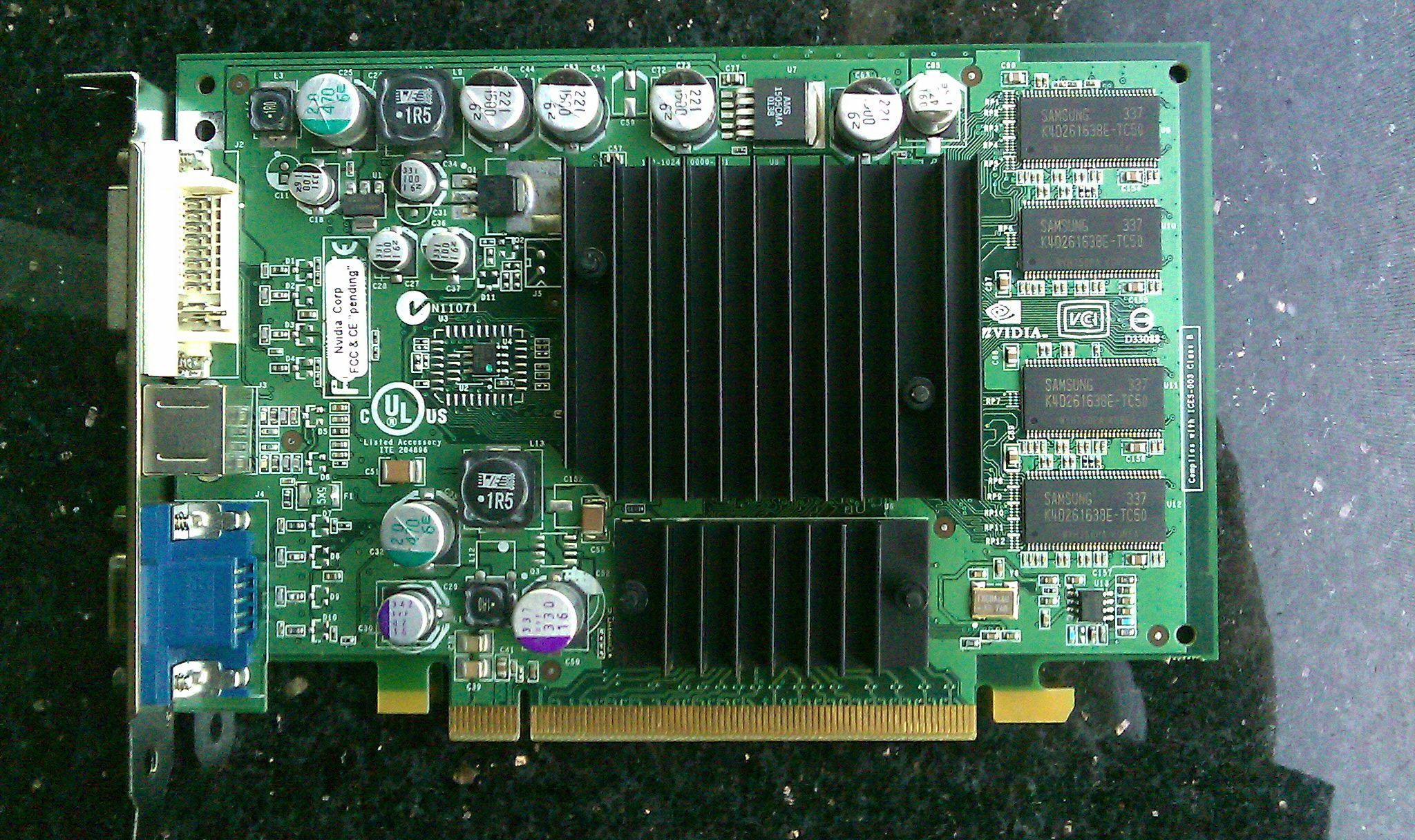
GeForce PCX 4300

- GeForce 4 MX
  - GeForce 4 MX420
  - GeForce 4 MX440SE
  - GeForce 4 MX440
  - GeForce 4 MX460
  - GeForce 4 MX440-8x
  - GeForce 4 MX4000
- GeForce 4 Ti
  - GeForce 4 Ti4200
  - GeForce 4 Ti4200-8x
  - GeForce 4 Ti4400
  - GeForce 4 Ti4600
  - GeForce 4 Ti4800SE
  - GeForce 4 Ti4800

## Tabela szczegółowa
| Nazwa     | Nazwa rdzenia | Częstotliwość rdzenia | Częstotliwość jedn. geometr. | Częstotliwość pamięci | Liczba potoków Pixel | Liczba potoków Vertex | Liczba ROP | Liczba TMU | Rodzaj pamięci | Wielkość pamięci | Szyna pamięci |
| --------- | ------------- | --------------------- | ---------------------------- | --------------------- | -------------------- | --------------------- | ---------- | ---------- | -------------- | ---------------- | ------------- |
| MX420     | NV17          | 250 MHz               | Brak                         | 166 MHz               | Brak                 | Brak                  | 2          | 4          | SGRAM          | 64 MB            | 128-bit       |
| MX440SE   | NV17          | 250 MHz               | Brak                         | 166/333 MHz           | Brak                 | Brak                  | 2          | 4          | SGRAM/GDDR     | 64 MB            | 64/128-bit    |
| MX440     | NV17          | 270 MHz               | Brak                         | 400 MHz               | Brak                 | Brak                  | 2          | 4          | GDDR           | 64 MB            | 128-bit       |
| MX460     | NV17          | 300 MHz               | Brak                         | 550 MHz               | Brak                 | Brak                  | 2          | 4          | GDDR           | 64 MB            | 128-bit       |
| MX440-8x  | NV17          | 275 MHz               | Brak                         | 500 MHz               | Brak                 | Brak                  | 2          | 4          | GDDR           | 64/128 MB        | 128-bit       |
| MX4000    | NV17          | 200 MHz               | Brak                         | 333 MHz               | Brak                 | Brak                  | 2          | 4          | GDDR           | 64/128 MB        | 32/64/128-bit |
| Ti4200    | NV25          | 250 MHz               | 250 MHz                      | 513 MHz               | 4                    | 2                     | 4          | 8          | GDDR           | 128 MB           | 128-bit       |
| Ti4200-8x | NV27          | 250 MHz               | 250 MHz                      | 513 MHz               | 4                    | 2                     | 4          | 8          | GDDR           | 64-128 MB        | 128-bit       |
| Ti4400    | NV25          | 275 MHz               | 275 MHz                      | 550 MHz               | 4                    | 2                     | 4          | 8          | GDDR           | 128 MB           | 128-bit       |
| Ti4600    | NV25          | 300 MHz               | 300 MHz                      | 650 MHz               | 4                    | 2                     | 4          | 8          | GDDR           | 128 MB           | 128-bit       |
| Ti4800 SE | NV28          | 275 MHz               | 275 MHz                      | 550 MHz               | 4                    | 2                     | 4          | 8          | GDDR           | 128 MB           | 128-bit       |
| Ti4800    | NV28          | 300 MHz               | 300 MHz                      | 650 MHz               | 4                    | 2                     | 4          | 8          | GDDR           | 128 MB           | 128-bit       |